# Tautenburgo

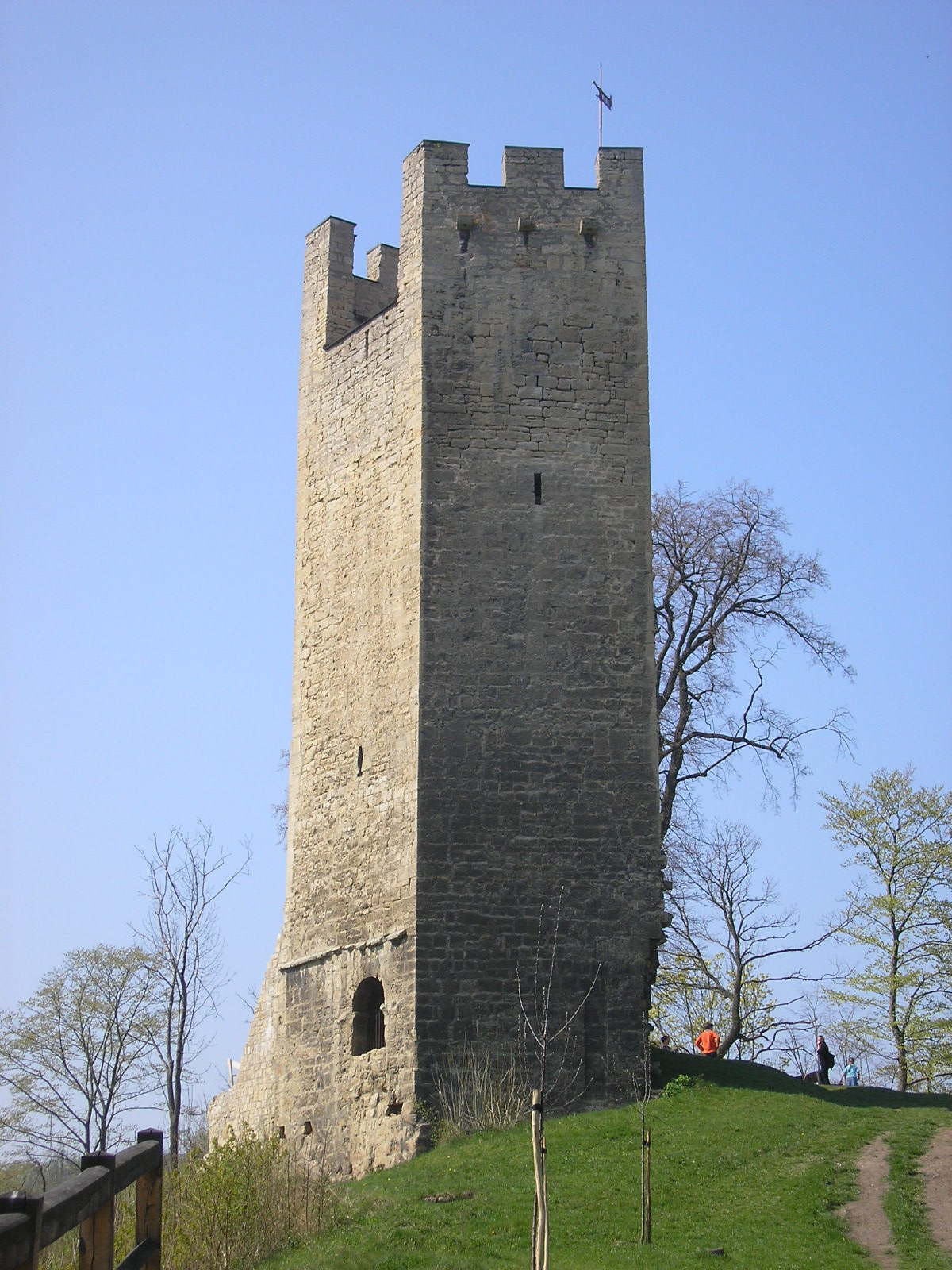
Ruina de una torre en Tautenburg.

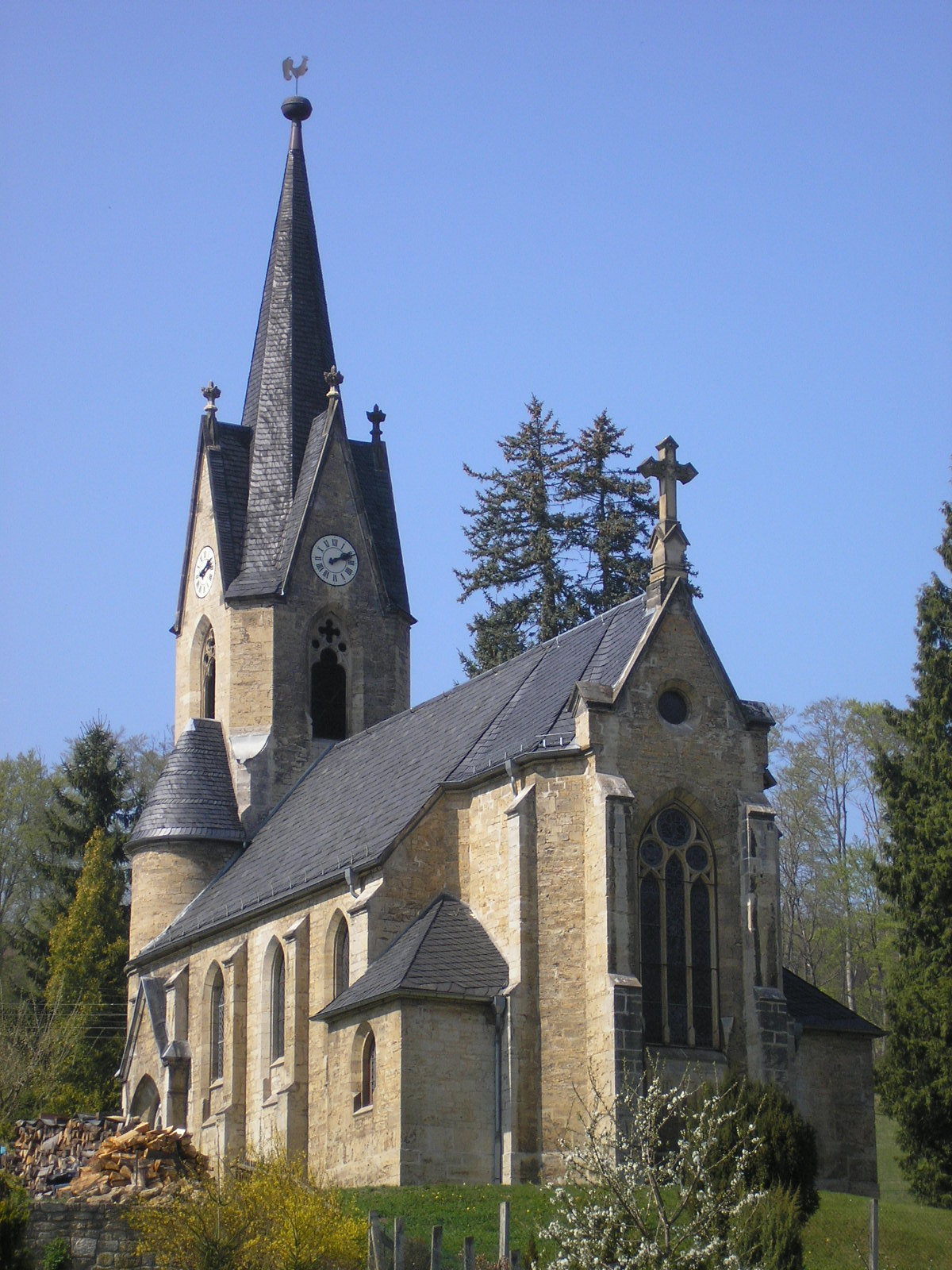
Iglesia.

Tautenburgo es un municipio en el distrito de Saale-Holzland, en Turingia, Alemania. Es la sede del Observatorio Karl Schwarzschild.

## Localización
Tautenburgo está convenientemente relacionada entre Jena, Dornburg y Camburg en la carretera comarcal 152 (callejón) con conexión a la carretera nacional 2306. Localizado al este del valle del Saale, en el medio del bosque en forma de herradura Castle Hill, comprende el valle lateral a unos 250 m s. n. m. (metros sobre el nivel del mar). El bosque está a unos 100 metros por encima de la altura media de la población.